# 애버라본 (영국 의회 선거구)
애버라본 (Aberavon)은 웨일스에 위치한 영국 의회의 옛 선거구이다.
선거비용과 선거위원의 유형 면에서는 자치주 선거구에 해당되었으며 1922년부터 2024년까지 노동당 의원이 당선되어 왔다. 선거구 명칭은 애버라본에서 따왔으나 선거구 내 최대 도시는 포트탤벗이다.
웨일스 구획위원회가 실시한 2023년 웨스트민스터 선거구 정기심의 결과 폐지 대상으로 선정되어 2024년 영국 총선부터는 아베라반마이스테그, 니스 스완지이스트로 각각 분할되었다.

## 역사
애버라본 선거구는 1918년 총선에서 스완지디스트릭트 선거구가 분할되면서 신설되었다. 맨 처음 총선을 제외한 이후의 모든 선거에서는 노동당이 승리했다. 1924년 노동당 최초의 영국 수상이 된 램지 맥도널드가 1922년부터 1929년까지 애버라본을 지역구로 두었다.

## 구획
애버라본 선거구는 사우스웨일스 내에 있으며, 아판 강의 우안 중에서 스완지 만 하구 근처 지점에 위치해 있다. 현재 애버라본 선거구를 구성하는 행정구로는 애버라본, 바글란, 브리턴페리이스트, 브리턴페리웨스트, 브런 쿠마본, 코이드프랑크센트럴, 코이드프랑크노스, 코이드프랑크웨스트, 커메르, 글런코루그, 귄피, 마르감, 포트탤봇, 샌드필즈이스트, 샌드필즈웨스트, 타이바흐가 있다.

## 역대 국회의원
| 선거 | 선거 | 국회의원        | 정당   |
| ---- | ---- | --------------- | ------ |
|      | 1918 | 존 에드워드     | 자유당 |
|      | 1922 | 램지 맥도널드   | 노동당 |
|      | 1929 | 윌리엄 코브     | 노동당 |
|      | 1959 | 존 모리스 경    | 노동당 |
|      | 2001 | 하이웰 프랜시스 | 노동당 |
|      | 2015 | 스티븐 키녹     | 노동당 |

## 선거

### 1910년대
|  | 62.8% |

|  | 35.7% |

|  | 1.5% |

- 존스 후보는 1918년 12월 13일 에드워즈 후보 지지선언과 함께 후보직에서 사퇴하였다.

### 1920년대

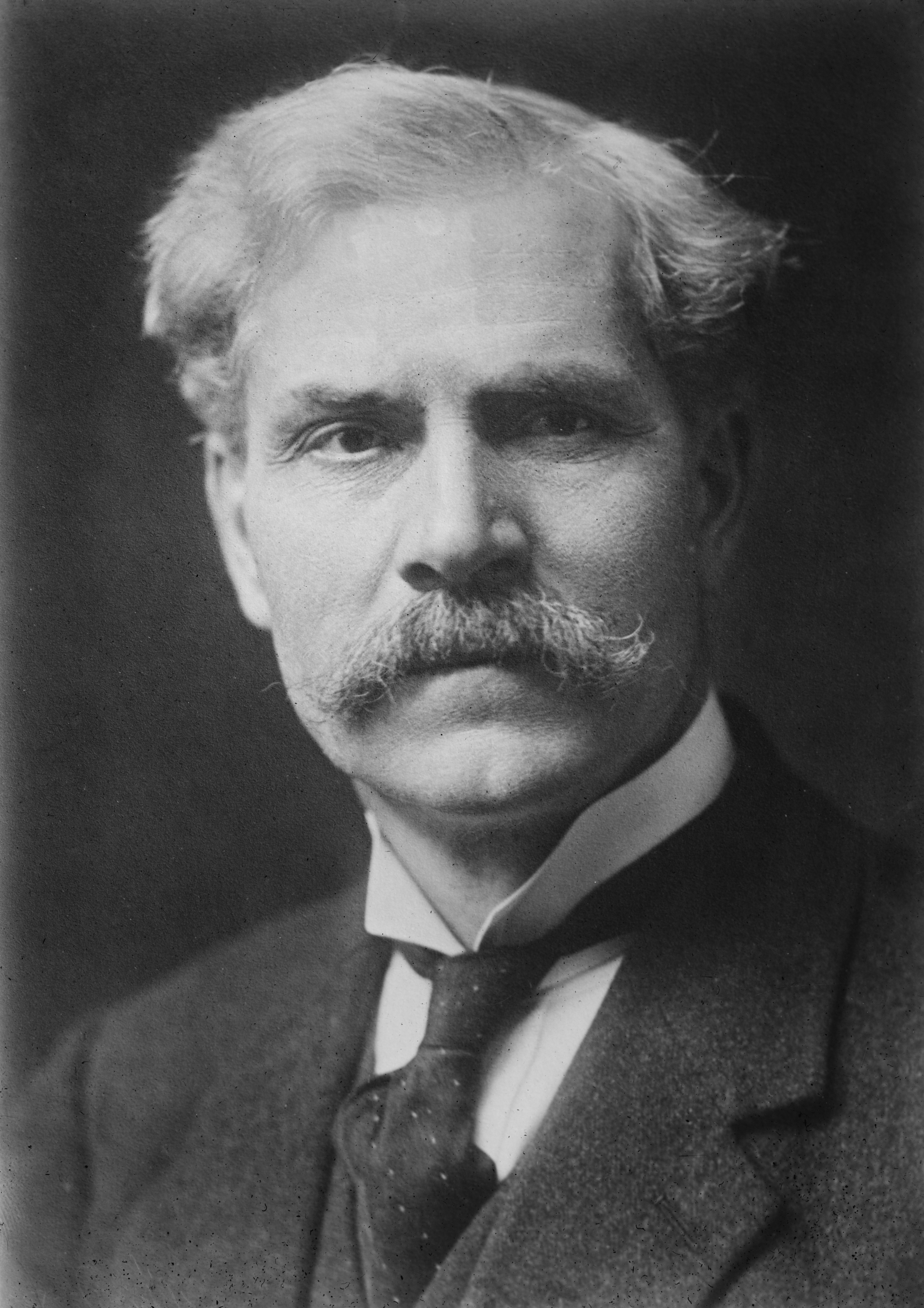
램지 맥도널드 의원

|  | 46.6% |

|  | 36.1% |

|  | 17.3% |

|  | 55.6% |

|  | 44.4% |

|  | 53.1% |

|  | 46.9% |

|  | 55.9% |

|  | 33.2% |

|  | 10.9% |

### 1930년대
|  | 58.4% |

|  | 41.6% |

| 1935년 영국 총선애버라본 |             |        |        |        |      |      |
| 유권자수: 49,729명       |             |        |        |        |      |      |
| 후보                     | 후보        | 정당   | 득표   | 득표율 | 당락 | 비고 |
|                          | 윌리엄 코브 | 노동당 | 무투표 | 무투표 | 당선 |      |
|                          | 노동당 유지 |        |        |        |      |      |

### 1940년대
|  | 72.5% |

|  | 27.5% |

### 1950년대
|  | 68.7% |

|  | 19.0% |

|  | 12.3% |

|  | 72.0% |

|  | 28.0% |

|  | 69.5% |

|  | 30.5% |

|  | 65.8% |

|  | 27.6% |

|  | 6.6% |

### 1960년대
|  | 72.2% |

|  | 20.5% |

|  | 4.6% |

|  | 2.7% |

|  | 75.5% |

|  | 20.9% |

|  | 3.6% |

### 1970년대
|  | 67.0% |

|  | 22.3% |

|  | 8.4% |

|  | 2.3% |

|  | 65.2% |

|  | 22.6% |

|  | 12.2% |

|  | 62.8% |

|  | 16.8% |

|  | 11.0% |

|  | 8.5% |

|  | 0.9% |

|  | 61.7% |

|  | 24.7% |

|  | 9.0% |

|  | 3.8% |

|  | 0.8% |

### 1980년대
|  | 58.8% |

|  | 20.3% |

|  | 16.3% |

|  | 4.6% |

|  | 66.8% |

|  | 16.0% |

|  | 14.4% |

|  | 2.8% |

### 1990년대
|  | 67.1% |

|  | 13.9% |

|  | 12.5% |

|  | 4.8% |

|  | 1.8% |

|  | 71.3% |

|  | 11.3% |

|  | 7.9% |

|  | 5.8% |

|  | 2.7% |

|  | 1.0% |

### 2000년대
|  | 63.1% |

|  | 9.8% |

|  | 9.7% |

|  | 7.6% |

|  | 6.5% |

|  | 2.4% |

|  | 0.8% |

|  | 60.0% |

|  | 13.8% |

|  | 11.8% |

|  | 10.2% |

|  | 2.6% |

|  | 1.7% |

### 2010년대
|  | 51.9% |

|  | 16.3% |

|  | 14.2% |

|  | 7.1% |

|  | 4.1% |

|  | 3.0% |

|  | 1.8% |

|  | 1.6% |

무효표는 총 44표로, 사유는 다음과 같다.
- 29표 - 투표한 후보 판정 불가[25]
- 14표 - 중복 투표[25]
- 1표 - 투표자만 알아볼 수 있는 손글씨나 기호로 투표[25]

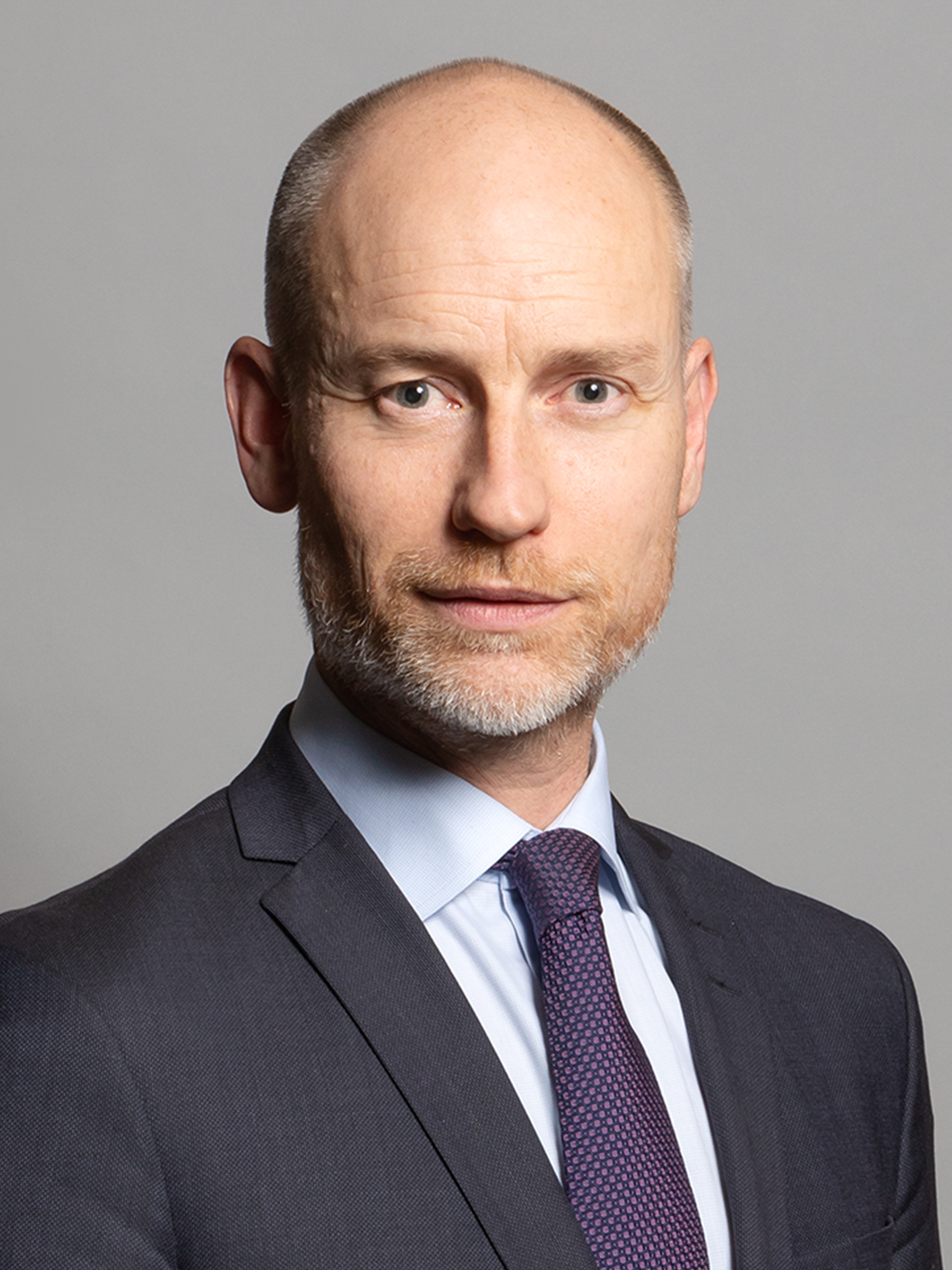
스티븐 키녹 의원

|  | 48.9% |

|  | 15.8% |

|  | 11.9% |

|  | 11.6% |

|  | 4.4% |

|  | 3.6% |

|  | 2.3% |

|  | 1.1% |

|  | 0.4% |

무효표는 총 57표로, 사유는 다음과 같다.
- 37표 - 투표한 후보 판정 불가[28]
- 20표 - 중복 투표[28]

|  | 68.1% |

|  | 17.7% |

|  | 8.3% |

|  | 4.0% |

|  | 1.8% |

무효표는 총 57표로, 사유는 다음과 같다.
- 41표 - 투표한 후보 판정 불가[31]
- 16표 - 중복 투표[31]

|  | 53.8% |

|  | 20.6% |

|  | 9.8% |

|  | 8.6% |

|  | 3.4% |

|  | 2.3% |

|  | 1.4% |

무효표는 총 82표로, 사유는 다음과 같다.
- 61표 - 투표한 후보 판정 불가[33]
- 19표 - 중복 투표[33]
- 2표 - 투표자만 알아볼 수 있는 손글씨나 기호로 투표[33]

## 같이 보기
- 애버라본 (웨일스 의회 선거구)
- 웨스트글래모건의 의회 선거구 목록

## 추가 문헌
- Richard Kimber (2008). “UK General Elections since 1832 UK General Elections since 1832”. psr.keele.ac.uk. 2008년 6월 9일에 원본 문서에서 보존된 문서. 2008년 6월 23일에 확인함.

| 영국 의회   | 영국 의회                                                | 영국 의회   |
| ----------- | -------------------------------------------------------- | ----------- |
| 이전 뷰들리 | 총리가 대표하는 선거구 1924년 1월 22일 ~ 1924년 11월 4일 | 이후 뷰들리 |